# ベッセル・ヴァン・デア・コーク

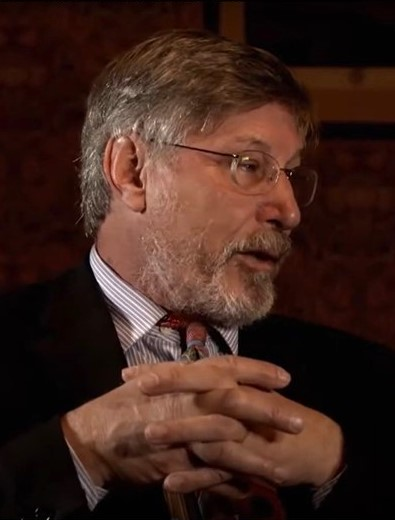
ベッセル・ヴァン・デア・コー (2022)

ベッセル・ヴァン・デア・コーク（Bessel van der Kolk、1943年 - ）は、オランダ出身の精神科医。van der Kolkを「ヴァンダーコーク」と綴る場合もある。トラウマやPTSDについて脳科学的な研究を行っており、ニューロフィードバックなどを用いた治療を行っている。発達性トラウマ障害という概念の提唱者でもある。
1978年にアメリカ合衆国のボストン退役軍人クリニックで精神科医としてベトナム戦争の復員兵の治療を始める。また、2001年の国立子供トラウマティックストレスセンターの設立にも尽力した。

## 著書
- 『サイコロジカル・トラウマ』（原書1987年、日本語訳2004年、飛鳥井望、前田正治、元村直靖監訳、金剛出版）
- 『身体はトラウマを記録する 脳・心・体のつながりと回復のための手法』（原書2014年、日本語訳2016年、柴田裕之訳、紀伊國屋書店）